# Apostolici
Gli Apostolici (talvolta citati anche come Apostoli) furono una setta cristiana fondata in Italia settentrionale, nella seconda metà del XIII secolo, da Gherardo Segarelli, nativo di Segalara in territorio di Parma. Proveniente da una famiglia di modeste origini e senza alcuna istruzione, chiese di aderire all'ordine francescano di Parma, ma la sua richiesta venne respinta. Alla fine decise di dedicarsi alla restaurazione di quella che lui concepiva essere l'interpretazione apostolica della vita. Dopo la sua messa a morte come eretico, la maggior parte dello spirito del suo movimento continuò a sopravvivere in quello dei Dolciniani.

## Storia
Intorno al 1260, Segarelli assunse un modello di vita simile a quello che aveva visto in alcune rappresentazioni degli apostoli; vendette la sua casa, sparse il ricavato in piazza del mercato, e andò a predicare il pentimento come frate mendicante. Trovò dei discepoli, e il nuovo ordine di penitenti si diffuse in tutta la Lombardia e al di fuori dei suoi confini. In un primo momento i francescani e altri uomini di Chiesa si limitarono a schernire i modi eccentrici di Segarelli, ma intorno al 1280 il vescovo di Parma lo mise in prigione, poi lo tenne per un po' nel suo palazzo come fonte di divertimento, e nel 1286 lo bandì dalla diocesi. Poiché tutti i nuovi ordini mendicanti senza autorizzazione papale erano stati proibiti dal Concilio di Lione nel 1274,Papa Onorio IV emise una severa condanna degli Apostolici nel 1286, che Nicola IV confermò nel 1290.
Ne seguì un periodo di persecuzione e a Parma, nel 1294, vennero condannati al rogo quattro membri della setta, mentre Segarelli venne condannato ad una pena detentiva perpetua. Sei anni più tardi gli venne estorta una confessione di essere ricaduto nelle eresie che aveva abiurato, e fu bruciato a Parma il 18 luglio 1300. Il suo posto venne preso da Dolcino, un eloquente, entusiasta enunciatore di profezie apocalittiche, membro dell'Ordine dal 1291.
Come capo del gruppo, che era in attesa di vedere da un giorno all'altro il giudizio di Dio sulla Chiesa, mantenne, nei distretti montuosi di Novara e Vercelli, una guerriglia contro i crociati che erano stati chiamati per distruggere il suo ordine. Il freddo e la fame furono i suoi nemici più pericolosi, e infine, i suoi seguaci vennero catturati dal vescovo di Vercelli: circa 150 persone in tutto, tra cui Dolcino e la sua "sorella spirituale" Margherita Boninsegna, rifiutandosi di abiurare, vennero arsi sul rogo il 1 giugno 1307.
Questa fu davvero la fine della storia della setta. Più tardi, a metà del secolo, tracce della loro attività si trovavano, soprattutto nel Nord Italia, Spagna e Francia, ma queste erano solo sopravvivenze isolate.

## Ideali
L'ideale che gli Apostolici si sforzavano di realizzare era una vita di perfetta santità, in completa povertà, senza dimora fissa, con nessun interesse per il domani, e senza prendere i voti. Era una protesta contro l'invasione della mondanità nella gerarchia della Chiesa, ed il mancato rispetto dei voti da parte degli ordini religiosi, in particolare quello della povertà. Di per sé il progetto poteva sembrare abbastanza innocuo, non differendo di molto da quello con cui altri fondatori avevano iniziato. Quando l'ordine venne messo al bando, tuttavia, il rifiuto di sottomettersi all'autorità ecclesiastica fece dichiarare i suoi membri come eretici.
La persecuzione esasperò la loro opposizione; la Chiesa, ai loro occhi, era caduta completamente dalla santità apostolica, ed era diventata Babilonia la Grande, persecutrice dei santi. Le loro espressioni apocalittiche e le loro aspettative avevano dei legami con i gioachimiti; infatti, paralleli con il loro insegnamento, in gran parte fondato sulle interpretazioni letterali dei testi della Sacra Scrittura, potevano essere trovati in molti corpi eretici. Vietarono i giuramenti, a quanto pare permettendo falsa testimonianza in caso di necessità, e respinsero la pena di morte; i loro rapporti sessuali con le loro "sorelle apostoliche" diedero luogo a gravi accuse contro la loro morale, anche se essi si vantavano della loro purezza, e consideravano la conquista della tentazione così a portata di mano come particolarmente meritoria.

## Teorie
Gli apostolici non avevano una teoria ben sviluppata, poiché Segarelli era analfabeta. Basavano le loro credenze sugli Atti degli Apostoli (2,44-45):
Vivevano una vita semplice di digiuno e preghiera; spesso lavoravano per guadagnare il necessario per mangiare, altrimenti vivevano di carità, predicando e invocando sempre penitenza.
La loro massima era Penitenziagite (fate penitenza) citata ne Il nome della rosa, romanzo di Umberto Eco.